# Lightyear 0
 (août 2024).
La Lightyear 0 (anciennement Lightyear One) est une voiture entièrement électrique et solaire du constructeur automobile néerlandais Lightyear.
Sa production devait initialement démarrer en 2021, avec un prix de départ de 250 000 € TTC. Les premières unités ont été livrées en décembre 2022. En janvier 2023, Lightyear a annoncé que la production du modèle 0 allait être arrêtée, et qu'Atlas Technologies BV, la filiale responsable de la fabrication de la Lightyear 0, serait autorisée à être déclarée en faillite et donc protégée contre ses créanciers.
Après un redémarrage et de nouveaux investissements, le fabricant se concentre à partir de 2023 sur un modèle plus abordable, la Lightyear 2.

## Histoire
La conception de la Lightyear 0 a été réalisée en collaboration avec Granstudio en Italie.
La conception des panneaux solaires présents sur le capot de la voiture est née des voitures à énergie solaire Solar Team Eindhoven élaborées pour le World Solar Challenge. 

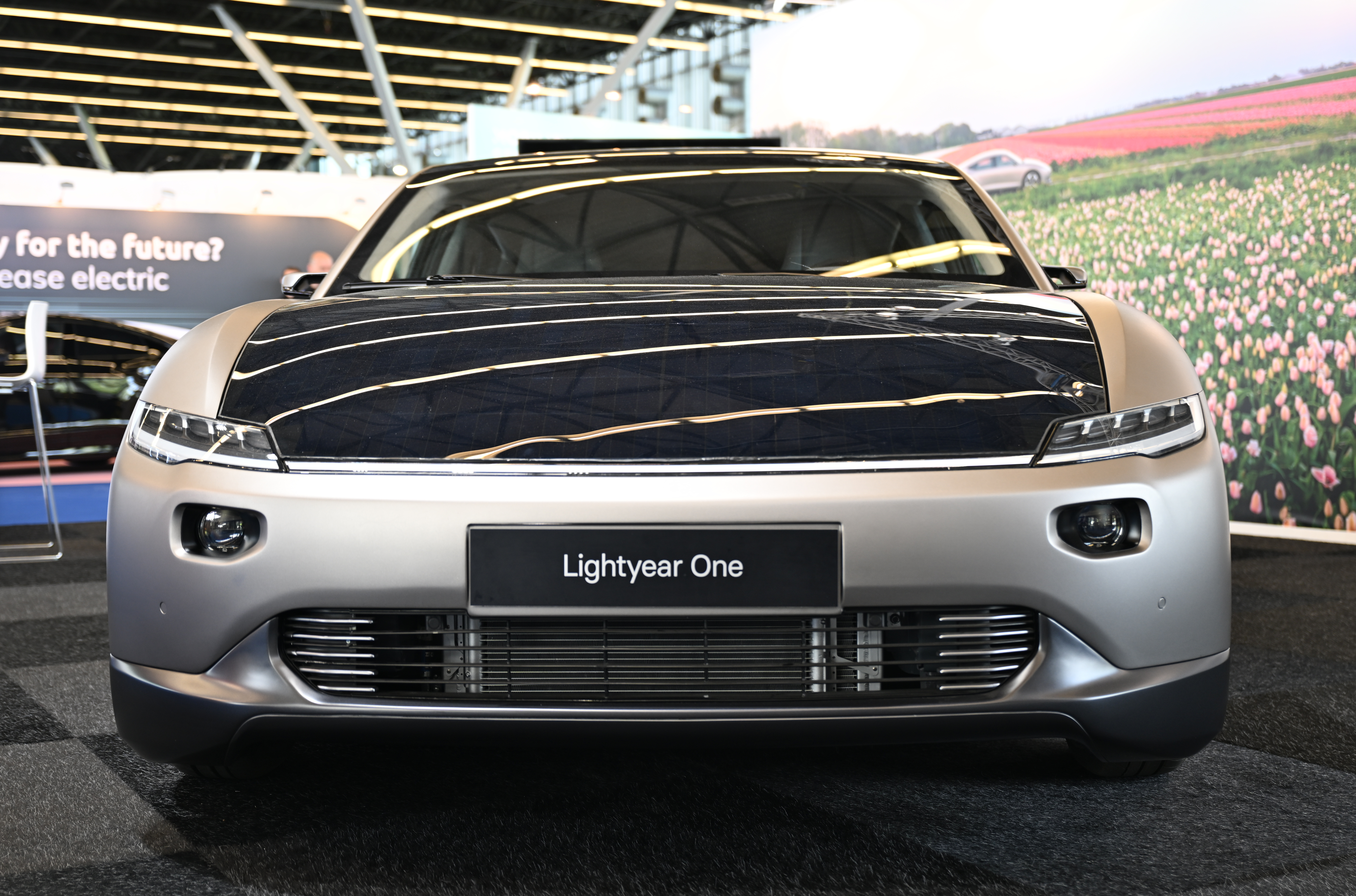
Vue de l'avant.
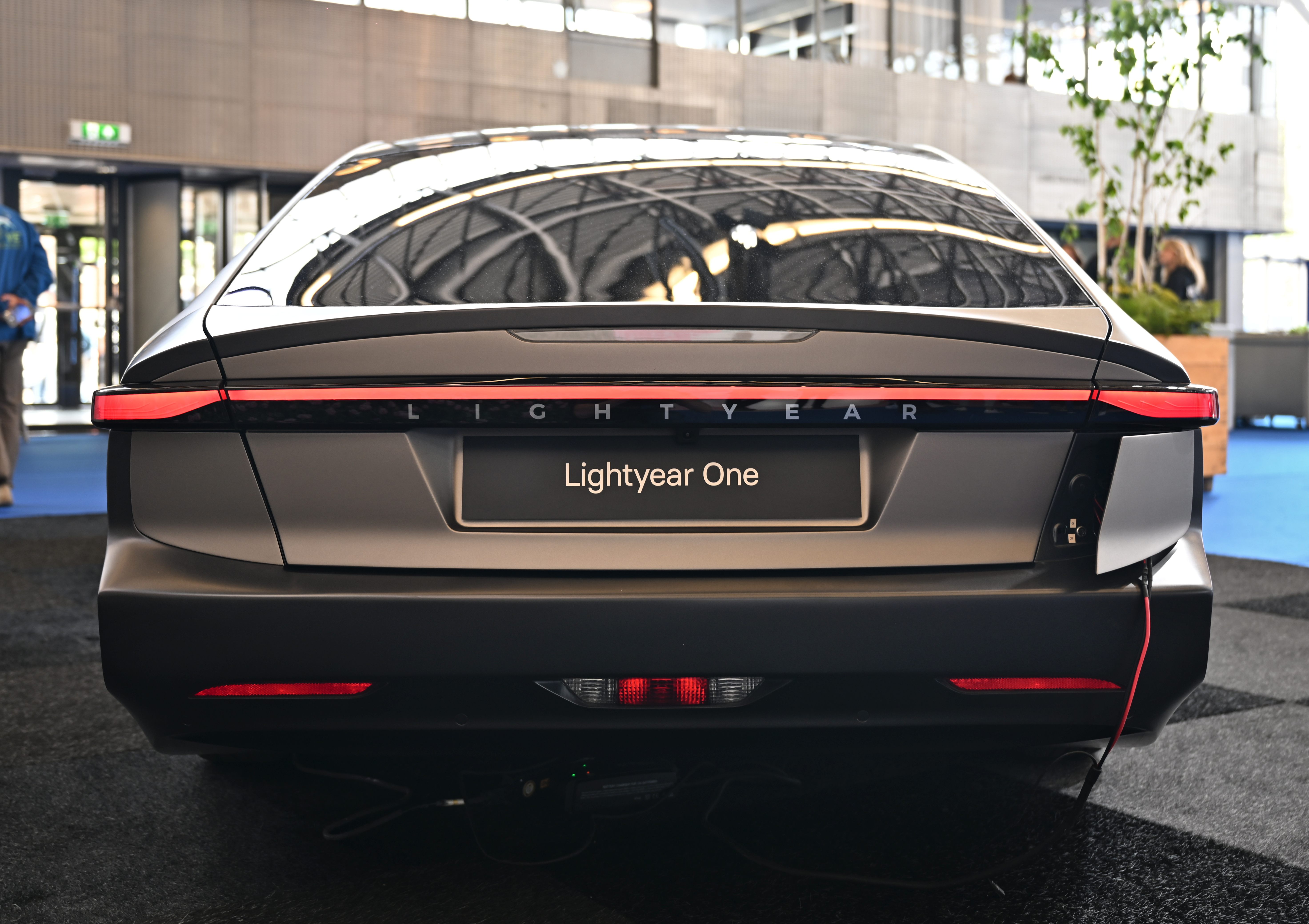
Vue de l'arrière.
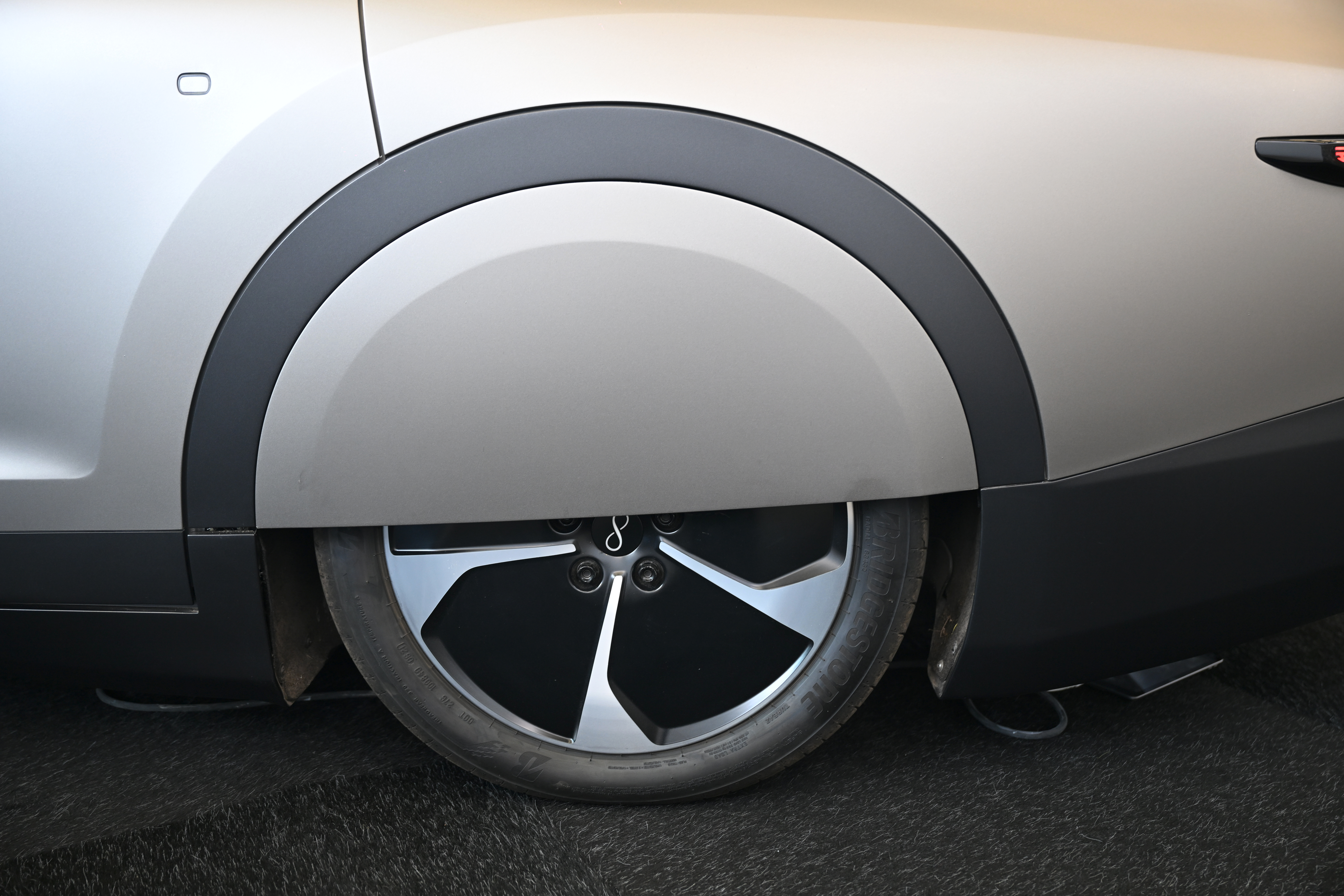
Carénage de roue.
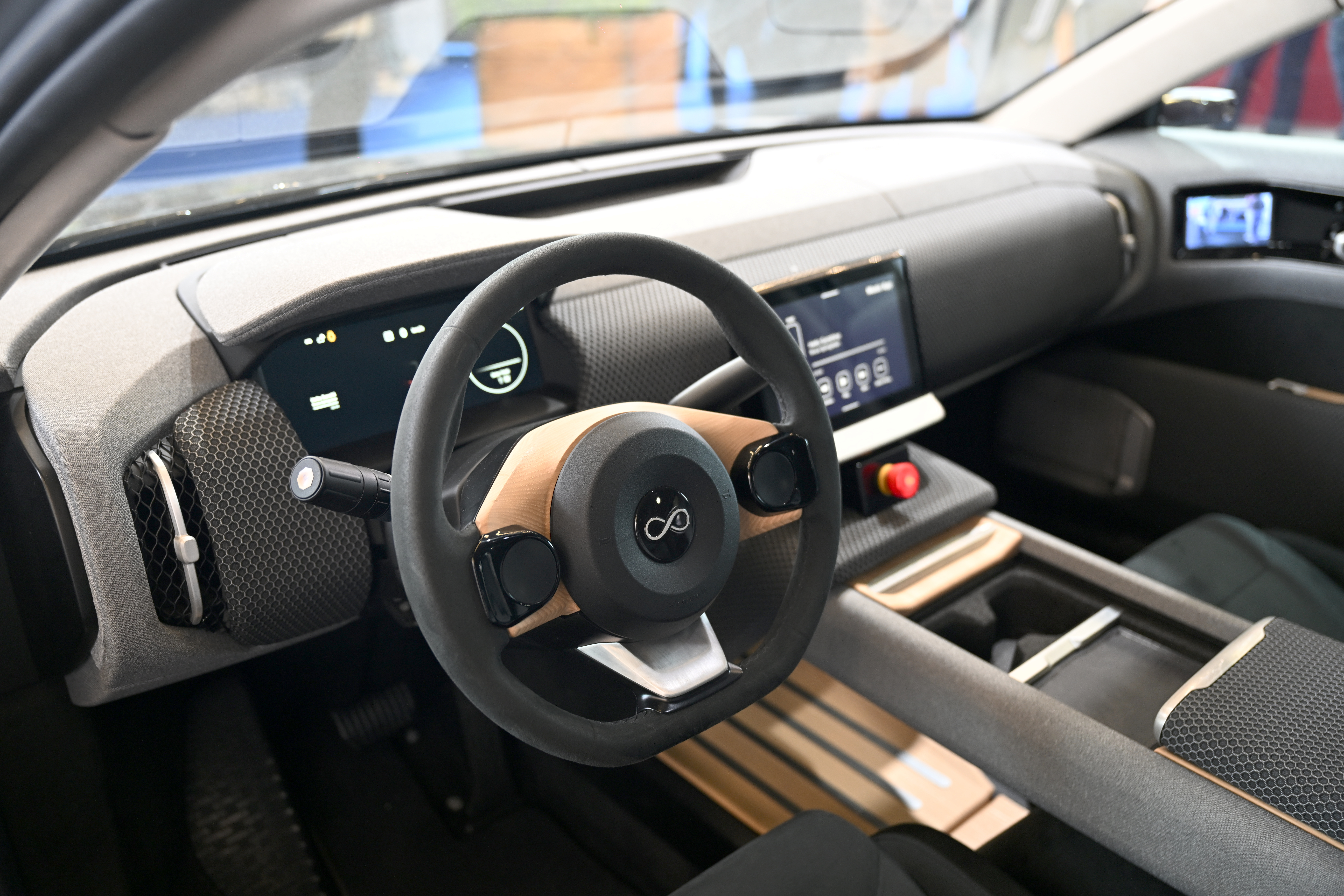
Vue de l'intérieur.

## Prix et disponibilité
Annoncée le 25 juin 2019, la production devait démarrer en 2021, mentionnant un prix de départ de 119 000 € HT. En septembre 2021, Lightyear a levé des fonds pour amener le véhicule en production et livrer les premières unités en 2022, à un prix de 250 000 € HT. La société a annoncé en décembre 2022 que la production avait commencé, à raison d'une voiture par semaine. La disponibilité était limitée aux clients de l'Union Européenne, de la Suisse, de la Norvège et du Royaume-Uni. Cependant, en janvier 2023, Lightyear a annoncé qu'elle arrêtait la production du modèle 0, réorientant ses efforts vers la production de la Lightyear 2,, remplaçante de la 0, qui devrait coûter 40 000 dollars américains et être disponible en Europe et en Amérique du Nord. Sa production devrait commencer en 2025.